# Dignissimo ordine di Moshoeshoe
Il Dignissimo Ordine di Moshoeshoe è un'onorificenza del Lesotho. È stata istituita nel 1972.
L'insegna è una stella a otto punte con al centro un medaglione rotondo argentato con l'immagine del re Moshoeshoe I; il medaglione è circondato da un anello rosso con la scritta "For God and Country" e attorno all'anello c'è una corona di foglie di alloro. Il nastro è blu con i bordi di colore bianco.